# Rezolucja Rady Bezpieczeństwa ONZ nr 1765
Rezolucja Rady Bezpieczeństwa ONZ nr 1764 została przyjęta 16 lipca 2007 podczas 5716. posiedzenia Rady.
Rada przedłuża mandat misji UNOCI i towarzyszącego jej kontyngentu wojsk francuskich do 15 stycznia 2008. Jednocześnie postanawia dokonać, nie później niż 15 października 2007, przeglądu mandatu tej misji, w szczególności odnośnie do jej liczebności. Równocześnie likwiduje urząd Wysokiego Przedstawiciela ds. Wyborów na Wybrzeżu Kości Słoniowej i przekazuje jego kompetencje specjalnemu wysłannikowi sekretarza generalnego ONZ w tym kraju (który jest równocześnie cywilnym szefem UNOCI). 